# Калчини (Асти)
Калчини је насеље у Италији у округу Асти, региону Пијемонт.
Према процени из 2011. у насељу је живело 102 становника. Насеље се налази на надморској висини од 138 м.